# 全二戴
全二戴，广西灵川县人。清朝初年官员。举人出身。
顺治十七年（1660年）庚子科广西乡试第一名举人（解元）。康熙十二年（1773年）任福建连城县知县，卒于官。